# Аустильдюр Лоуа Тоурсдоуттир
Аустильдюр Лоуа Тоурсдоуттир (исл. Ásthildur Lóa Þórsdóttir; род. 20 ноября 1966, Рейкьявик) — исландский политический и государственный деятель. Член Народной партии. Министр образования и по делам детей Исландии (2024—2025). Депутат альтинга с 2021 года.

## Биография
Родился 20 ноября 1966 года в Рейкьявике. Родители: Тоур Симон Рагнарссон (Þór Símon Ragnarsson; род. 15 октября 1939), управляющий отделением банка и Гвюдни Сигридюр Фридстейнсдоуттир (Guðný Sigríður Friðsteinsdóttir; 27 декабря 1940 — 12 марта 1980), бортпроводница и секретарь.
В 1986 году окончила женскую школу Рейкьявика.
В 1989—1990 годах изучала английский язык в Исландском университете (HÍ). В 1994 году получила степень бакалавра образования (B.Ed.) в Педагогическом университете (с 2008 года — педагогический факультет HÍ).
В 1994—1995 годах работала учительницей в начальной школе Аурбайярскоули в столичном районе Аурбайр, в 1995—1996 годах — Эйльдусельсскоули.
В 1999—2001 годах работала в компании Tölvu- og verkfræðiþjónustan.
В 2003—2005 годах работала учительницей в начальной школе Селаусскоули в столичном районе Аурбайр.
В 2005—2006 годах работала в компании Apex.
В 2005—2008 годах — торговый представитель в компании H. Jacobsen ehf, которая продаёт посуду бренда Saladmaster в Исландии.
В 2008—2009 годах работала учительницей в детской школе метода «Хьялли», созданного Маргрьет Паулой Оулафсдоуттир.
В 2009—2010 годах работала в компании Ölgerðin Egill Skallagrímsson.
В 2010—2011 году работала учительницей в начальной школе Флатаскоули в Гардабайре.
В 2011—2017 годах работала учительницей в Аурбайярскоули, в 2017—2019 годах — в Эйльдусельсскоули, в 2019—2021 году — в Аурбайярскоули.
С 2017 года — председатель Hagsmunasamtök heimilanna, являющейся членом Almannaheill, ассоциации различных исландских организаций гражданского общества (НКО), работающих на благо общества. В 2018—2021 годах — член правления профсоюза учителей начальных школ Félag grunnskólakennara.

## Политическая карьера
По результатам парламентских выборов 2021 года избрана депутатом альтинга от Южного избирательного округа. Избрана 3-м заместителем председателя альтинга. Член Комитета по экономическим и торговым делам и Комитета по государственному устройству и контролю.
Переизбрана на парламентских выборах 30 ноября 2024 года. По закону после парламентских выборов обязанности председателя альтинга, не переизбранного, со дня выборов до заседания парламента исполняет следующий по очереди переизбранный заместитель. Председатель Биргир Аурманнссон от Партии независимости не баллотировался, как и 1-й заместитель Оддни Хардардоуттир от «Социал-демократического альянса». 2-й заместитель Линейк Анна Сайварсдоуттир от Прогрессивной партии не была переизбрана. Единственной переизбранной из заместителей и исполняющей обязанности председателя до избрания новым председателем Торунн Свейнбьядндоуттир 4 февраля 2025 года стала Аустильдюр Лоуа Тоурсдоуттир.
21 декабря назначена министром образования и по делам детей в коалиционном правительстве под руководством премьер-министра Криструн Фростадоуттир. Ушла в отставку 23 марта 2025 года на фоне скандала.

## Личная жизнь
Супруг — Хафтор Оулафссон (Hafþór Ólafsson; род. 28 января 1964), консультант по продажам. Дети: Тоур Симон (Þór Símon; род. 1990) и Бьярки Паудль (Bjarki Páll; род. 1996).

## Скандал
20 марта 2025 года новостное агентство RÚV сообщило, что Аустильдюр Лоуа, когда ей было 22 года, имела отношения с 15-летним подростком по имени Эйрикюр Аусмюндссон (Eiríkur Ásmundsson). Аустильдюр Лоуа руководила работой с молодёжью в религиозной группе «Вера и жизнь» (Trú og líf) в Коупавогюре. Эйрикюр искал там убежища из-за сложностей в семье. Аустильдюр Лоуа утверждает, что она не насиловала мальчика, но и не считала эти отношения нормальными. Отношения держали в тайне. Когда ей было 23, а отцу ребёнка 16, Аустильдюр Лоуа родила сына. Аустильдюр Лоуа приложила усилия, чтобы отец присутствовал на рождении сына и виделся с ним в течение первого года жизни. Это было непросто, потому что у отца её ребёнка не было денег и водительских прав, а жили они в разных коммунах. Всё изменилось, когда она встретила будущего мужа. Аустильдюр Лоуа препятствовала общению отца с сыном. Эйрикюр виделся с сыном 2 часа в месяц в доме Аустильдюр Лоуа и её мужа и выплачивал алименты в течение 18 лет.
Возраст совершеннолетия в Исландии — 18 лет, а возраст сексуального согласия — 15 лет, хотя ранее он составлял 14 лет. Запрещаются сексуальные отношения с лицами, не достигшими 18 лет, когда взрослый является, например, учителем, на работе, когда несовершеннолетний находится в финансовой зависимости или является клиентом.